# کردوا (نبراسکا)
کردوا(به انگلیسی: Cordova) شهری در ایالت نبراسکا کشور ایالات متحده آمریکا است که جمعیت آن در سرشماری سال ۲۰۱۰ میلادی، ۱۳۷ نفر بوده‌است.